# Circe

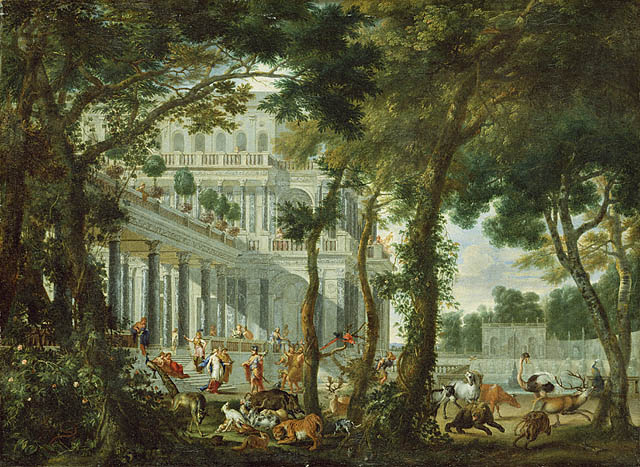
Pintura de 1667, obra de Ehrenberg: Odiseo en el palacio de Circe. Las figuras de animales fueron añadidas por Ruthart. El cuadro se conserva en el Centro Getty.

En la mitología griega, Circe (en griego: Κίρκη, Kírkē; en latín: Circe) es una hechicera que habita en la isla de Eea. Aparece prominentemente en la Odisea, donde se la cita como una «diosa de hermosos cabellos».
En cuanto a su abolengo, la Teogonía nos dice que «con el incansable Helios, la ilustre oceánide Perseis tuvo a Circe y al rey Eetes». Otros dicen que su madre, siempre en unión con Helios, fue Astérope o Rodo. En una tradición tardía y racionalizante se dice que sus padres fueron Eetes y Hécate, hija de Perses, y su hermana Medea.
Mediante el empleo de pociones mágicas Circe hacía que sus enemigos olvidaran su hogar y con una varita transformaba en animales a los que la ofendían, y era famosa por sus conocimientos de brujería, herboristería y medicina: «también tú, hija de Helio, Circe de muchos fármacos, arroja aquí venenos salvajes y malogra sus cuerpos y sus obras».
En la Odisea el palacio de Circe es descrito como una mansión de piedra que se alzaba en el centro de la isla de Eea, en medio de un valle y en un claro de un denso bosque. Alrededor del palacio rondaban leones y lobos, que en realidad no eran más que las víctimas de su magia: no eran peligrosos y adulaban a todos los extraños. Circe dedicaba su tiempo a trabajar en un gran telar.
Cuando llegó a la isla de Eea, Odiseo mandó desembarcar a la mitad de la tripulación y él se quedó en las naves con el resto. Circe invitó a los marinos a un banquete, hechizó la comida con una de sus pociones y luego, cuando se hubieron atiborrado, empleó su vara o cayado mágico para transformarlos en cerdos. Solo logró escapar Euríloco, que desde el principio sospechaba una traición, y que avisó a Odiseo y a los otros que habían permanecido en el barco.
Odiseo partió solo al rescate de sus hombres. En el camino se le cruzó Hermes que le mostró la planta moly (μῶλυ), que le serviría para protegerse del encantamiento.

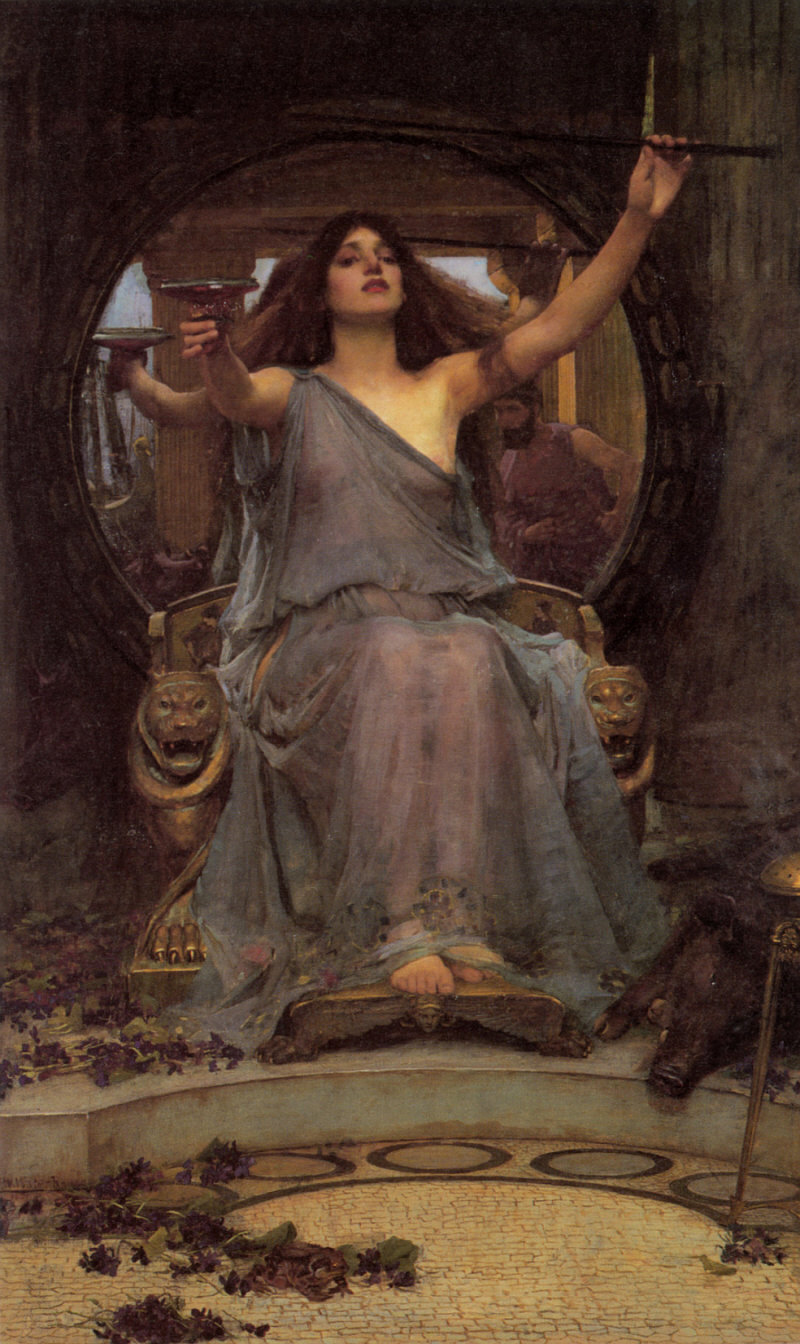
Waterhouse: Circe ofreciendo la copa a Odiseo (Circe Offering the Cup to Odysseus, 1891). Galería de Arte de Oldham.

Cuando Circe no pudo convertirlo en animal, Odiseo la obligó a devolver la forma humana a sus hombres. Circe acabaría enamorándose de Odiseo y lo ayudaría en su viaje de regreso a su tierra después de que él y su tripulación pasasen un año con ella en su isla.
Circe sugirió a Odiseo dos rutas alternativas para volver a Ítaca después de bordear la isla de las sirenas: o bien dirigirse hacia las «rocas errantes» (las dos rocas Simplégades, llamadas de forma parecida en las notas de viaje del Chou Ju-kua en el siglo XIII) o pasar entre la peligrosa Escila y el remolino de Caribdis (zona normalmente identificada con el estrecho de Mesina).

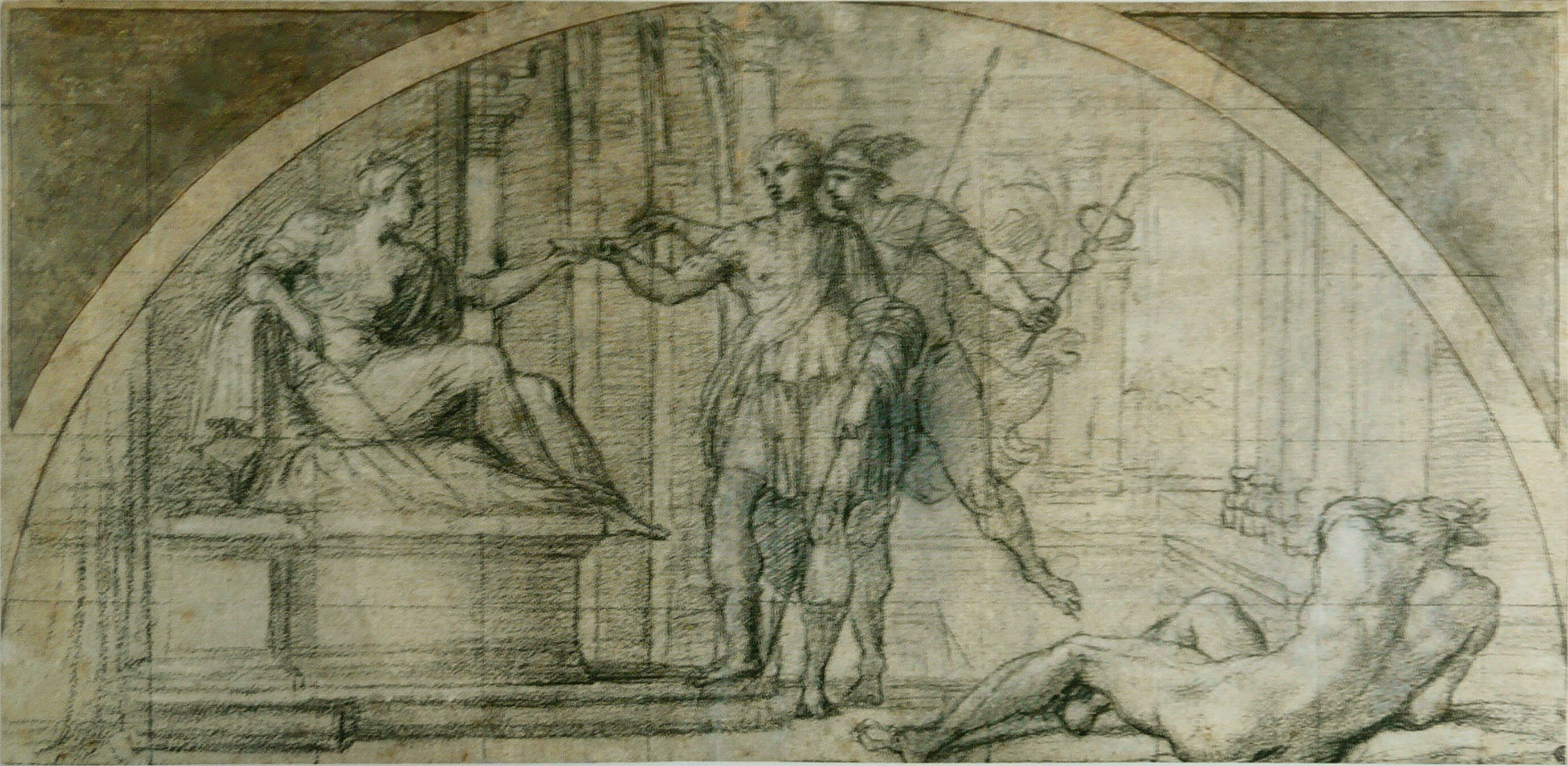
Dibujo de los años 1590, obra de A. Carracci: Hermes protege de Circe a Odiseo.

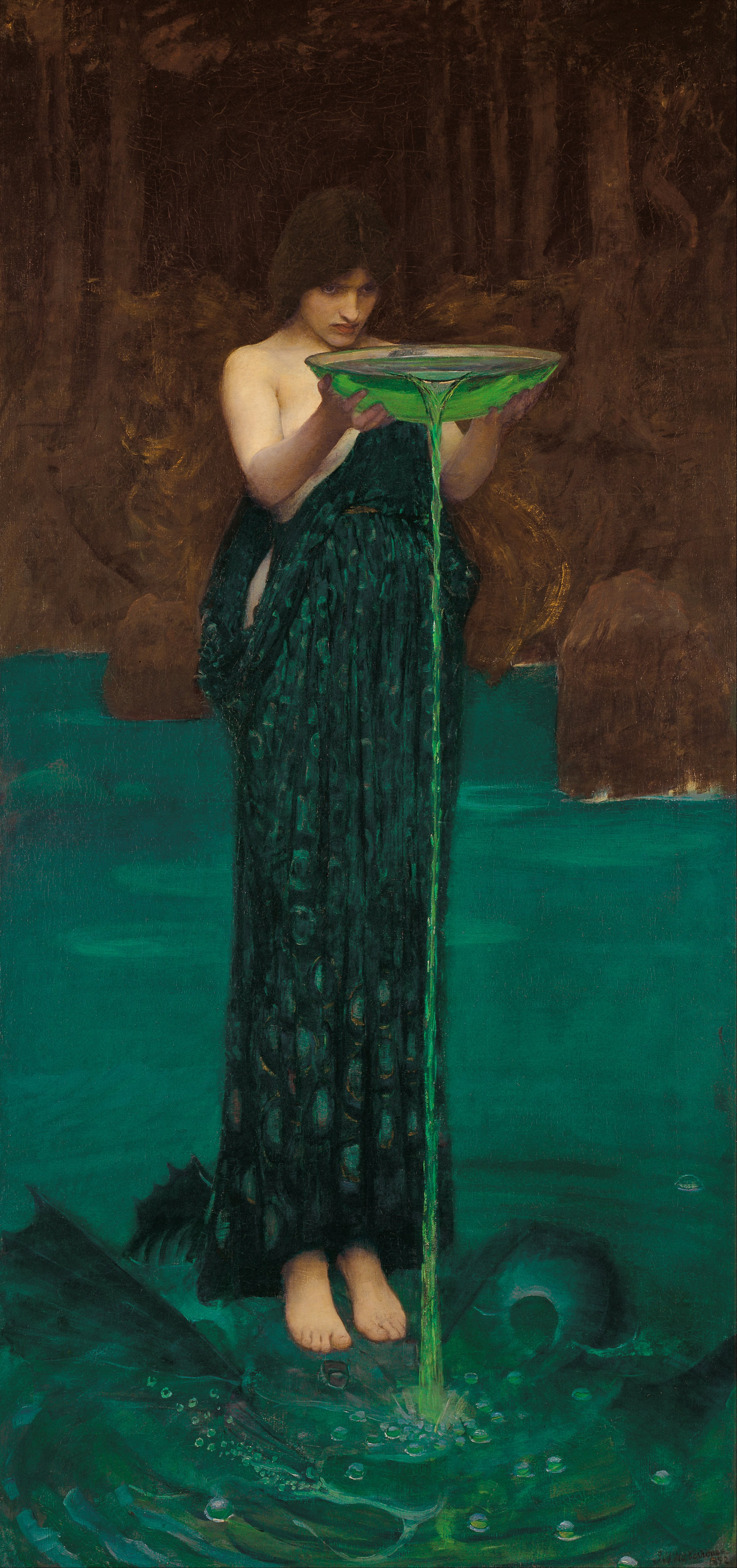
Circe y Escila en la obra de Waterhouse Circe Invidiosa (1892).

Se dice que Circe también purificó a los Argonautas por la muerte de Apsirto, lo que puede ser una tradición arcaica.
En historias posteriores Circe llevaba a cabo otras transformaciones. En una convirtió a Pico en pájaro carpintero por rechazarla en amores. En otra amaba a Glauco y él juró amor eterno a Escila, que fue convertida por la diosa hechicera en una criatura monstruosa con doce patas enormes, seis cabezas serpentinas y la cintura rodeada de cabezas de perro. En la Odisea, Circe avisa a Odiseo del peligro que supone para él y para sus hombres esta Escila.

### Descendencia
Casi al final de su Teogonía, Hesíodo cuenta que Circe, «en abrazo con el intrépido Odiseo, concibió a Agrio y al intachable y poderoso Latino; también parió a Telégono por mediación de la dorada Afrodita. Éstos, muy lejos, al fondo de las islas sagradas, reinaban sobre los célebres tirrenos», es decir, los etruscos. Tzetzes ya vincula a estos hijos con varios territorios itálicos. Así dice que estos hijos eran, en cambio, Telégono, Ardeas, Latino y Ausono (epónimo de los ausonios), además de su única hija, Casífone. Dionisio de Halicarnaso cita que Jenágoras el historiador afirmaba que Odiseo y Circe tenían tres hijos: Romo, Antias y Árdeas, epónimos de las ciudades de Roma, Anzio y Ardea, respectivamente. Fuera de la mitología clásica se dice que Como era hijo de Baco y Circe pero es una invención de Milton en su Comus.
Los autores posteriores suelen nombrar solo a Telégono como hijo de Circe y Odiseo. Cuando Telégono alcanzó la edad adulta, fue enviado por Circe a buscar a su padre, que había regresado mucho tiempo antes a su hogar; pero al llegar, Telégono mató a Odiseo por accidente, y llevó su cuerpo de vuelta a Eea junto con la viuda, Penélope, y el hijo, Telémaco. Circe los hizo inmortales, y desposó a Telémaco; Telégono se casó con Penélope.

## Influencia cultural

### Circe en la narrativa
- En la novela The Lion, the Witch and the Wardrobe, perteneciente a la saga de Las Crónicas de Narnia de C. S. Lewis, la Bruja Blanca aparece como arquetipo de Circe.

En una carta Lewis escribió que "por supuesto, la Bruja Blanca es Circe... porque es... el mismo arquetipo que encontramos en muchos cuentos de hadas.". Circe es el original mítico de una tentadora que transformaba a los hombres en animales dándoles a beber una poción mágica.
 Fragmento de Guía a El León, la bruja y el armario de Leland Ryken y Marjorie Lamp Mead.

- Circe da nombre a uno de los ocho cuentos del libro Bestiario, del escritor argentino Julio Cortázar, publicado en 1951.[17]

### Circe en la ciencia
- En enzimología, se ha acuñado el término Efecto Circe.